# Firas Mugrabi
Firas Mugrabi, né le 24 juillet 1991 à Shefa Amr, est un footballeur professionnel israélien. Il est joue actuellement au Ihud Bnei Shefa-Amr.

## Biographie

### Signature à Lens
En fin de contrat avec le Maccabi Netanya, Firas Mugrabi effectue en juillet 2012 un essai avec l'AS Saint-Étienne, non concluant.
En toute fin de mois d'août, Firas Mugrabi rejoint le Pas-de-Calais et commence à s'entraîner avec l'équipe première du Racing Club de Lens, club de deuxième division française. Le 19 septembre 2012, il s'engage officiellement avec Lens, sur une durée de trois ans. Toutefois, le joueur doit attendre près d'un mois avant d'être qualifié par la ligue de football, après plusieurs démarches administratives. Au sein d'une équipe en pleine confiance, qui reste à la trêve sur une série de douze matches consécutifs sans défaite toutes compétitions confondues, Mugrabi ne joue quasiment pas (seulement une demi-heure en championnat, contre Tours). En janvier, le RC Lens décide de le renvoyer vers Netanya sous la forme d'un prêt de six mois avant de rompre son contrat à son retour.

### Son retour en Israël
Début août, il décide de retourner en Israël et s'engage en faveur de l'Hapoël Bnei Sakhnin.

## Statistiques
| Saison                | Club                   | Championnat           | Championnat | Championnat | Coupe(s) nationale(s) | Coupe(s) nationale(s) | Compétition(s) continentale(s) | Compétition(s) continentale(s) | Compétition(s) continentale(s) | Total | Total |
| Saison                | Club                   | Division              | M.          | B.          | M.                    | B.                    | Comp.                          | M.                             | B.                             | M.    | B.    |
| 2008-2009             | Maccabi Netanya        | Ligat HaAl            | 1           | 0           | 2                     | 1                     | -                              | -                              | -                              | 3     | 1     |
| 2009-2010             | Maccabi Netanya        | Ligat HaAl            | 27          | 0           | 5                     | 0                     | C3                             | 3                              | 0                              | 35    | 0     |
| 2010-2011             | Maccabi Netanya        | Ligat HaAl            | 32          | 3           | 11                    | 4                     | -                              | -                              | -                              | 43    | 7     |
| 2011-2012             | Maccabi Netanya        | Ligat HaAl            | 37          | 5           | 6                     | 0                     | -                              | -                              | -                              | 43    | 5     |
| Sous-total            | Sous-total             | Sous-total            | 97          | 8           | 24                    | 5                     | -                              | 3                              | 0                              | 124   | 13    |
| 2012-2013             | Racing Club de Lens    | Ligue 2               | 1           | 0           | 2                     | 0                     | -                              | -                              | -                              | 3     | 0     |
| Sous-total            | Sous-total             | Sous-total            | 1           | 0           | 2                     | 0                     | -                              | -                              | -                              | 3     | 0     |
| 2012-2013             | Maccabi Netanya (prêt) | Ligat HaAl            | 9           | 0           | 7                     | 1                     | -                              | -                              | -                              | 16    | 1     |
| Sous-total            | Sous-total             | Sous-total            | 9           | 0           | 7                     | 1                     | -                              | -                              | -                              | 16    | 1     |
| 2013-2014             | Hapoël Bnei Sakhnin    | Ligat HaAl            | 13          | 2           | 0                     | 0                     | -                              | -                              | -                              | 13    | 2     |
| Sous-total            | Sous-total             | Sous-total            | 13          | 2           | 0                     | 0                     | -                              | -                              | -                              | 13    | 2     |
| Total sur la carrière | Total sur la carrière  | Total sur la carrière | 120         | 10          | 33                    | 6                     | -                              | 3                              | 0                              | 156   | 16    |

1. ↑  À partir de janvier 2013.